# Archdale
Archdale é uma cidade localizada no estado norte-americano de Carolina do Norte, no Condado de Guilford e Condado de Randolph.

## Demografia
Segundo o censo norte-americano de 2000, a sua população era de 9014 habitantes. 
Em 2006, foi estimada uma população de 9451, um aumento de 437 (4.8%).

## Geografia
De acordo com o United States Census Bureau, a localidade tem uma área de 20,3 km², dos quais 20,3 km² cobertos por terra e 0,0 km² cobertos por água.

## Localidades na vizinhança
O diagrama seguinte representa as localidades num raio de 20 km ao redor de Archdale. 